# Louis de Branges de Bourcia
Louis de Branges de Bourcia (Paris, 21 de agosto de 1932) é um matemático franco-estadunidense.
Recebeu o Prêmio Ostrowski de 1989 e o Prêmio Leroy P. Steele de 1994. Foi palestrante convidado do Congresso Internacional de Matemáticos em Berkeley (1986: Underlying concepts in the proof of the Bieberbach conjecture).